# Albert Bryan
Albert Bryan, né le 21 février 1968 à Saint-Thomas, est un homme politique américain, membre du Parti démocrate. Il est gouverneur des îles Vierges des États-Unis à partir de 2019.
Bryan était commissaire au département du travail des îles Vierges.
Le 20 novembre 2018, Bryan a battu le gouverneur républicain en place Kenneth Mapp avec 55,04% des voix.